# PGC 1973445
LEDA/PGC 1973445 ist eine elliptische Zwerggalaxie vom Hubble-Typ dE im Sternbild Löwe auf der Ekliptik. Sie ist schätzungsweise 62 Millionen Lichtjahre von der Milchstraße entfernt.

Im selben Himmelsareal befinden sich u. a. die Galaxien NGC 2964, NGC 2968, NGC 2970, NGC 2981.